# Koce-Piskuły
Koce-Piskuły – wieś w Polsce położona w województwie podlaskim, w powiecie wysokomazowieckim, w gminie Ciechanowiec.
Zaścianek szlachecki Piskuły należący do okolicy zaściankowej Koce położony był w drugiej połowie XVII wieku w ziemi drohickiej województwa podlaskiego. W latach 1975–1998 miejscowość administracyjnie należała do województwa łomżyńskiego.
Wierni kościoła rzymskokatolickiego należą do parafii Parafia św. Doroty w Winnej Poświętnej.

## Historia
Wieś została założona na początku XV wieku. Podlasie znajdowało się wtedy we władaniu księcia Janusza I mazowieckiego, który prowadził na tych terenach osadnictwo drobnego rycerstwa mazowieckiego. Pierwsza wzmianka o osiedleniu się tu szlachty pochodzi z roku 1464. (Archiwum Drohiczyńskie; Herbarz Kapicy-Milewskiego).
Koce-Basie, Koce-Basie Dołki, Koce-Borowe, Koce-Piskuły i Koce-Schaby tworzyły tzw. okolicę szlachecką zamieszkiwaną najczęściej przez Koców herbu Dąbrowa.
W I Rzeczypospolitej należały do ziemi drohickiej w województwie podlaskim.
Pod koniec wieku XIX wieś należała do powiatu bielskim, gubernia grodzieńska, gmina Skórzec. Użytki rolne o powierzchni 129 dziesięcin. W pobliżu znajdował się folwark o powierzchni 100 dziesięcin. Własność Nilskich.
W roku 1921 naliczono 24 budynki z przeznaczeniem mieszkalnym oraz 110 mieszkańców (58 mężczyzn i 52 kobiety). Wszyscy zgłosili narodowość polską i wyznanie rzymskokatolickie.
Do dzisiaj w Kocach mieszkają liczni Kocowie – potomkowie rycerstwa z czasów króla Władysława Jagiełły.

## Obiekty zabytkowe
- zagroda:
  - stajnia drewniana, koniec XIX w.
  - stodoła drewniana, koniec XIX w.
- dom murowany, koniec XIX w.
- dom drewniany, lata 80. wieku XIX

## Współcześnie
Wieś położona nad lewobrzeżnym dopływem Nurca, Siennicą.
W miejscowości znajduje się odnowiona w 2006 roku świetlica wiejska